# Rio Uruçuí-Vermelho
Rio Uruçuí-Vermelho är ett vattendrag i Brasilien.   Det ligger i delstaten Piauí, i den östra delen av landet, 700 km norr om huvudstaden Brasília.
Omgivningarna runt Rio Uruçuí-Vermelho är huvudsakligen savann. Runt Rio Uruçuí-Vermelho är det mycket glesbefolkat, med 3 invånare per kvadratkilometer.